# Ниязбек (роман)
«Ниязбек» — роман Юлии Латыниной, вышедший в 2005 году в издательстве «Эксмо». Политический триллер, в центре сюжета которого — коррупция власти и терроризм в вымышленной северокавказской республике Северная Авария — Дарго, прототипом которой является Дагестан. 
Роман является продолжением «кавказского цикла» писательницы, начатый романом «Джаханнам». Продолжением же романа «Ниязбек» стали следующие романы того же автора «Земля войны» и «Не время для славы», действие которых также происходит в Северной Аварии и в которых совпадают некоторые персонажи.
Роман входил в длинный список литературных премий «Русский Букер» и «Национальный бестселлер» 2006 года.

## Сюжет
В 1990-е годы Владислава Панкова, сопровождавшего груз в Чечню, похищает чеченский «полевой командир» Арзо Хаджиев. Его сажают в яму с братьями Гамзатом и Гази-Магомедом, задолжавшими Арзо. Влиятельный дагестанец по имени Ниязбек освобождает братьев (Гамзат оказывается его шурином), а заодно и Владислава, которого отпускает.
Проходит девять лет. Владислав становится крупным российским чиновником, его назначают полпредом президента России в республике Северная Авария — Дарго. Он постепенно вникает в политическую и экономическую ситуацию в республике, в которой царит коррупция и терроризм, федеральные деньги расхищаются чиновниками, а людей арестовывают и убивают без суда и следствия. Президент республики Ахмеднаби Асланов оказывается отцом Гамзата и Гази-Магомеда, которые сейчас занимают крупные посты. Принципиальный и неподкупный Панков хочет понять, как улучшить ситуацию в республике, и приглашает своего давнего друга Игоря (Ибрагима) Мали́кова, выросшего в Дагестане, но затем уехавшего оттуда. По дороге из аэропорта Игоря взрывают. Подозрения падают на Асланова и его сыновей, которые могли заподозрить, что Панков хочет лишить их власти и назначить президентом Маликова. 
На похоронах Игоря Панков вновь встречается с Ниязбеком и его окружением, влиятельными в республике людьми, представляющими одновременно и власть, и криминал: это Джаватхан Аскеров, Магомедсалих Салимханов, Хизри Бейбулатов, а также Арзо Хаджиев, ставший теперь командиром спецгруппы ФСБ «Юг». Ниязбек, который оказывается младшим братом Игоря, решает мстить президенту и его сыновьям…

## Отзывы
Дмитрий Быков:
Новый роман Юлии Латыниной «Ниязбек», вышедший всего через полгода после нашумевшего «Джаханнама», позволяет говорить о любопытной тенденции. Не только в русской литературе, но и в русской мысли. Это не просто любовь-ненависть к Кавказу — её и у Лермонтова сколько угодно, — а своеобразное женственное любование силой. Гибнущая, дряхлеющая империя любуется молодой, по-звериному сильной и дикой окраиной. Да о чем и говорить, если в центре всё тотально прогнило? 

…Достаточно послушать, как говорят в «Ниязбеке» Латыниной многословные и трусливые русские — и как чеканят каждое слово, словно монету, роскошно-храбрые кавказцы. Да, жестокие, да, малообразованные — но сколько древней мудрости, сколько достоинства в каждом передергивании затвора!